# Adolf Riedel
Adolf Riedel (* 12. Mai 1890 in Braunschweig; † 21. November 1914 bei Hendecourt) war ein deutscher Paläontologe.

## Leben
Riedel studierte Geologie und Paläontologie in Braunschweig und München und ist vor allem durch seine Dissertation zu den Ceratiten des oberen Muschelkalks bekannt, die sein Lehrer Ernst Stolley 1916 postum herausgab. Sie beruhte auf Sammlungen von Stolley und Riedel selbst vor allem im Raum Braunschweig, Hildesheim und im Wesergebiet.
Er fiel 1914 als Kriegsfreiwilliger im 1. Bayerischen Leibregiment, noch bevor er seine Dissertation in München abschließen konnte. Stolley ergänzte unter anderem durch Bearbeitung von Funden in Süd- und Mitteldeutschland, was Riedel beabsichtigt hatte (er hatte mit Sammeln begonnen), aber nicht vollenden konnte. 1913 nahm Riedel noch am Internationalen Geologenkongress in Kanada teil.
Seine Arbeit gilt als eine der grundlegenden Arbeiten zu Ceratiten des Muschelkalks (weitere Autoren sind Wilhem de Haan, Friedrich August Quenstedt, Stolley, Emil Philippi, Rolf Wenger, Anton Schrammen, Leonard Spath, Max Urlichs, Siegfried Rein, Rudolf Mundlos).

## Schriften
- Beiträge zur Paläontologie und Stratigraphie der Ceratiten des Deutschen Oberen Muschelkalks, Jb. d. Preuß. geol. L. -A., 37 (für 1916), Berlin 1918, S. 1–116 (mit 18 Tafeln)
- Beiträge zur Gliederung der Triasformation in Braunschweig und benachbarten Gebieten, Jahrbuch des Provinzialmuseums zu Hannover 1911/12
- Ein diluviales Eisensteinkonglomerat aus Bienrode nördlich von Braunschweig, 5. Jahresbericht des Niedersächsischen Geologischen Vereins, Hannover 1912